# Колоденка (Тульчинський район)
Колоде́нка — село в Україні, у Вапнярській селищній громаді Тульчинського району Вінницької області. Населення становить 638 осіб.
Село Колоденка до 2016 року було самостійною адміністративно-територіальною одиницею у складі Томашпільського району Вінницької області. Село більшою частиною розташоване на горбистій місцевості. На території села знаходиться невеликий ставок у центрі села, другий що на окраїні зі сторони Марківки — висох. Протікає невеличкий струмок.

## Заснування села
Село має багатовікову історію. За народними переказами район майбутнього виникнення села був суцільно зайнятий споконвічними дубовими лісами, значна територія яких, королівським урядом шляхетської Польщі була передана у володіння великим Польським магнатам-князям Четвертинським.
З метою збагачення за рахунок великих природних багатств Польські магнати почали посилену вирубку лісових масивів. Внаслідок чого, на шляхах лежали склади дубових колод.
В другій половині XVI століття виник невеличкий хутір, який згодом перетворився на сільце, яке у зв'язку з великою кількістю дубових колод названо — Колоденка.
За іншою легендою з села бере початок річка Марківка, поселення яке утворилось коло денця цієї річки назвали Колоденка.
|  | СЕЛО расположено въ яру, близъ истоковъ рч. Марковки, на сев. уезда ст. «Вапнярка» всего въ 1 вер. Реки нитъ, а есть прудъ со стоячею гнилою водою. Почва частью черноземная, частью гнилистая. Грязь весною и бывает непролазная. Къ приходу причислено соседне с. Цаповка, расположено въ томъ же яру, въ одной версте от первого, с такими же условиями жизни, что и Колоденка. По местному преданию на том месте, где теперь расположен приходъ — были дремучие леса: от множества пней срубленаго леса получила свое название КОЛОДЕНКА, а от обилия дичи, в особенности диких коз — ЦАПОВКА. Селение долго представляло лесные хутора, где по временамъ ютились гайдамаки. Имение пренадлежало кн. Четвертинскимъ, а затемь Бахматеву-Протасову. Ныне православного населения — 1341 мужского пола, 1335 женского пола; католического всего 26 д. Главное занятие жителей — земледелие, побочным занятием служитъ извозь и работы на железнодорожной линии, находящейся вблизи. Свято-Покровский храм села Колоденки устроен и освящен въ 1874 г. До этого времени былъ храмъ во имя св. архидиакона Яномъ Сваричевскимъ, находился этот храмъ на томъ самом месте, где теперь церковь с. Цаповки, между Цаповкою и Колоденкою. Такое срединое положение храма давало повод именовать приходъ Колоденка-Цаповка или Цаповка-Колоденка. Первый известный по метрических книгах 1747г. пахорь униатский Феодор Юнаковичъ именовалъ себя «пахорь Цаповский и пахорь Колоденский». Униатская Цаповская церковь сгорела въ 1886 г. На место ея, благодаря графу Бахметову, сооружена въ 1889 г. новая церковь, тоже во имя архидиакона Стефана. Церковные земли: усад. — 3 дес., пах. — 38 дес., сен. — 21 дес.1609 с. Всего −62 дес. 1609 с. Притчовыя постройки ветхия. Изъ священниковъ более всехъ потрудился в этом приходе Безбидовичъ Калистъ (1849–1898), пастырь добрый и мягкосердечный, благодаря его стараниям сооружен Свято-Покровский храмъ и школьныя помещения въ обоих селах. Въ приходе две школы: первая Колоденская получила начало въ 1866 г., с 1880 г. помещена въ собственное здание, построенномъ на средства крестьян; вторая Цаповская существует съ 1888 г. и помещается также въ собственном здании, устроенномъ въ 1890 г. на средства крестьян |

## Історія села

### Дореволюційний період
До жовтневого перевороту 1917 року в селі Колоденка рахувалось до 450 селянських дворів з контингентом 1950 осіб-жителів, земельною площею 1450 десятин, у тому числі:
- поміщицької 525 десятин
- церковної 35 десятин
- куркульської 40 десятин
- середнє селянство 440 десятин
- селянської бідноти 300 десятин

В 1861 році відбулося заворушення селян, для придушення якого викликали царські війська.
Після проведення реформи 1861 року основними засобами сільськогосподарського виробництва було живе тягло, власниками якого були поміщики, духовенство, куркулі і середнє селянство.
Селянська біднота, у користуванні якої були подвірні земельні ділянки до 1,5 десятин, зовсім не мала тягла і за оранку відробляла своєю працею.
В поміщицькому господарстві колишнього графа Шереметьєва було 50 пар коней і до 515 пар волів. Сам граф Шереметьєв в селі не жив, а жив в Петербурзі.
В 1905–1907 роках селяни брали участь у страйках.
В 1880 році була відкрита церковно-приходська церква в складі 3-х груп з трирічним курсом навчання, у ній навчалося до 70-ти дітей заможнішого селянства, у тому числі 10 дівчаток. До 1917 року в селі було 2 вчителі, з них один піп, який читав Закон Божий і вчив молитися.
Медичних установ не існувало.
7 (20) листопада 1917 року, відповідно до Третього Універсалу Української Центральної Ради, увійшло до складу Української Народної Республіки.

### Після жовтневого перевороту
Після жовтневого перевороту у селі була армія УНР, загони Тютюнника та Левченка, більшовики та денікінці.
Після початку більшовицької окупації було створено комнезам, його членами були — Жабіцький Петро, який до перевороту стріляв у поміщика.
Перші комсомольці села — Стрілець Тимофій, Резуник Онуфрій, Скрипник Афанасій, Годлевський Першим головою Комуністичної спілки молоді був СтрілецьТ. К. Першими комуністами були — Стефанов Ю., Жабіцький П., Білоус Д., який в той час був першим секретарем Вапнярського райкому партії.
Організаторами споживчого товариства були — Лалак П., Якубов Д., Якубов С.,Стефанов Ю.
Восени 1929 року після рішення Пленуму ЦК ВКП(б) організувались СОЗи. В Колоденці їх було організовано — 3.
Перший СОЗ був організований головою сільради Стрільцем Т. К., який мав назву імені Ланцуцького, до його складу увійшло 23 господарства. Того ж року було створено СОЗ «Червона агрономія». Перед колективізацією був створений третій СОЗ Римарчуком Григорієм Марковичем. В 1930 році всі три СОЗи були об'єднані в одне господарство-колгосп імені Ланцуцького. В 1935 році перейменовано в колгосп імені Жданова. Першим головою якого був Коваль Петро Терентійович, замінив його Стахів Михайло Іванович. На той час в селі було 12 комуністів
В 1932–1933 роках село пережило голод. Потім поступово село піднімалось на ноги, будували краще життя, велику допомогу господарству надавала МТС.
Перші трактористи села — Ляшенко, Щербатий, Маруняк А.

### Село в роки війни 1941–1945рр.
Мирну працю колгоспників колгоспу імені Жданова порушив віроломний напад нацистської Німеччини. В перші дні окупації села німецькою комендатурою був поставлений старостою села Рабеха Андрій, який прослужив 1 рік. Потім румунськими властями був поставлений Скрипник Петро Якович, який був до приходу наших військ.
Багато знущань зазнали жителі від своїх сільських поліцаїв: Стецюка П. Побережного Петра, Вовчка М., Вдовина, Глушка С. і від Вапнярської румунської жандармерії.
В 1942 році в селі Колоденка під керівництвом офіцера Радянської армії комбата Крайсвітнього І. було організовано групу опору нацистам. До складу групи входило 17 осіб. Завданням групи було: розповсюджувати листівки, відозви, які друкувались під керівництвом комуніста агронома Крюковського П. Група мала свій радіоприймач. До складу групи входили: Конопліцький М.(комуніст з 1922 р.), Круковський (комуніст), Крайсвітній (керівник групи), Білоус С., Стахів П. В. (комсомольці).
За політичну роботу серед населення окремі члени групи, такі як Конопліцкий, Білоус, Стахів, Жабіцкий були заарештовані за донесенням старости Скрипника Т., та сільських поліцаїв Стецюка та Побережного. Лише Конопліцкому М. і Жабіцькому Р. П. вдалося звільнитися завдяки німецькому перекладачеві Едуарду Еніку, який працював у селі слюсарем.
14 березня 1944 року о другій годині дня була звільнена Вапнярка і навколишні села, у тому числі Колоденка.
З фронту в село не повернулись 270 односельчан.
Військовою комендатурою радянської армії було призначено головою сільської ради села Колоденки Стрільця Т., головою колгоспу Жабіцкого Р., а згодом Конопліцкого М. Першочерговим завданням було: мобілізація до лав Радянської Армії, поставка хліба та молока для армії. Друга — успішно провести сівбу. Тоді було гасло «Все для фронту, все для перемоги». При надзвичайно важких умовах колгоспники з цим завданням справлялися.

### Відбудовчий період.
Нарешті закінчилися страхіття війни і розпочався відбудовчий період. В колгоспі не було тракторів, тяглової сили, сільськогосподарських агрегатів, земля була запущена, змучена, румуни вивезли всі запаси, коровами орали, волочили, на плечах снопи носили. І з такими бідами прийшов голодний 1947 рік. Люди пухли з голоду.
Для підняття колгоспного господарства райком компартії України рекомендував багато комуністів на посаду голів колгоспу, а саме : Колісник Г., Шкредов, Луцько, Сніцар Г., Коваль Д.
Агрономом колгоспу працювала Степанкова Софія Іванівна
За ці роки колгосп піднімався повільно.
(Матеріал про історію села записано зі слів колишнього директора Колоденської сільської школи Щербатого Володимира Гавриловича.)
Сільську раду очолювали голови Тананихін, Сільніцький Б., Пензар І., Кошельнік Г., Костінова В., Сніцар Г., Кушнір І., Олійник В.
В 1977 році головою колгоспу було обрано Ярового Миколу Васильовича. Під його керівництвом господарство стабілізувалось і зосередилось на вирощуванні зернових і технічних культур. Господарство мало 2395 га ріллі з них 1804 га ріллі.
За підсумками Всесоюзного соцзмагання в завершальному році 11-ї п'ятирічки колгоспу присуджено Перехідний Червоний прапор Міністерства сільського господарства СРСР, ЦК галузевої профспілки.
Партійну організацію колгоспу очолювали Ребрина Віктор Федорович, Кедь Михайло Іванович.
Гордістю колгоспу тоді були: начальник мехзагону Пензар Георгій Васильович, депутати сільської ради Дячок Борис Михайлович, Вознюк Віктор Сергійович, секретар комсомольської організації Гаврилюк Іван Павлович, тваринники- Завадко Марія Гаврилівна, Коваль Катерина Василівна, Коваль Петро Миколайович, Дашківська Галина Степанівна.
В селі проводились будівельні роботи, у результаті чого введено в дію тваринницькі приміщення з кімнатами відпочинку, банею, пам'ятник загиблим в роки Великої Вітчизняної війни односельчанам, найкращу в районі майстерню в тракторній бригаді та будинок механізатора. В 1984 році введено в дію новий сільський клуб. З метою кращого забезпечення робочою силою за кошти господарства побудовано та в 1985 році введено в дію 25 будинків для молодих сімей — працівників колгоспу.
У березні 1988 році головою колгоспу було обрано Зайця Віктора Пилиповича. На весь район лунали прізвища наших передовиків: Гапонової Зінаїди Олексійвни, Накорнєєвої Віри Володимирівни, Гриб Валентини Василівни, Ростоцкого Миколи Івановича та його доньки Валентини, Шкільнюка Миколи Михайловича, Дячка Бориса Михайловича, Дячка Юрія Васильовича, Довганя Василя Семеновича.
В роки перебудови село дещо зазнало розрухи, залишилось незавершеним будівництво приміщення двоповерхового дитячого садка, занепало тваринництво, знизились врожаї.

## Село сьогодні

### Аграрна промисловість
В лютому 2000 року в колгоспі пройшло реформування — із колгоспу «Мир» в СТОВ «Мир». Засновниками товариства були: Віктор Пилипович Заєць, Михайло Іванович Кедь, Михайло Іванович Клюса, Володимир Васильович Каленчук, Віктор Андрійович Яцко, Сергій Леонтійович Ревізор. Директором СТОВ «Мир» обрано Віктора Пилиповича Зайця. В господарстві пройшло розпаювання земель і майна. Частина пайовиків відділилась від товариства, але більшість залишили свої паї в колективній власності.
У 2001 році в село прийшов інвестор в особі генерального директора підприємства «Кряж» концерну «Континент» Мовчана Івана Михайловича. В березні 2001 року знову пройшло реформування СТОВ «Мир» у СТОВ «Колоденка» і директором залишився В. П. Заєць, а в серпні 2002 року на цю посаду було призначено Валентина Івановича Швеця. Головним бухгалтером працювала Крячко Ольга Юхимівна.
За два роки в Колоденку було поставлено нову техніку на суму 1 млн 235 тис. 944 грн. Крім того великі кошти було використано на відновлення старої техніки, закупку мінеральних добрив, насіння, засобів захисту рослин, паливно-мастильних матеріалів, погашено борги по старому підприємству.
Весною 2002 року вчасно обробили землю посіяли, доглянули посіви і незважаючи на несприятливі погодні умови виростили непогані врожаї: озимої пшениці—49,7 ц; жито—51,7ц; озимий ячмінь—34,7ц; кукурудзи—60,3ц.
Вчасно і першими в районі провели жнива. Весь хліб зібрали сухим, ні однієї тонни не змарнували. Всім пайовикам видали за оренду земельних часток (паїв) сухе і очищене зерно. За всю зроблену роботу потрібно дякувати механізаторам і рільникам Дячку Борису Михайловичу, Приходько Олексію Володимировичу, Цупкому Віктору Івановичу, Пудрику Роману Олександровичу, Довганю Василю Семеновичу, Степанкову Віктору Микитовичу, Джиголі Тетяні Юхимівні, Приходько Галині Власівні, шоферам Шкільнюку Миколі Михайловичу, Стахову Валентину Володимировичу. Організовували всю роботу керівники та спеціалісти: Клюса Михайло Іванович, Кедь Михайло Іванович, Клюса Галина Василівна, Пудрик Надія Петрівна, Янківський Леонід Генріхович, Крячко Микола Іванович.
З 2007 року по даний час керівником виробничого підрозділу, до якого входить 3 господарства — Колоденка, Вербова та Кислицьке, працює Горупай Андрій Олександрович, агроном з вищою освітою та 37-річним досвідом роботи. База господарств в Колоденці За період його керування підвищились врожаї, поліпшилась дисципліна. Останніх 3 роки господарство займає перші місця по системі «Кряж і К». Значний внесок в дані здобутки внесли механізатори Довгань Пилип Семенович, Литвак Євгеній Володимирович, Пудрик Віктор Олександрович, Приходько Олексій Володимирович, Пудрик Роман Олександрович, завудуюча складом паливно-мастильних матеріалів Бойко Галина Миколаївна, охоронці Цупкий Віктор Іванович та Крячко Микола Іванович. Господарство щороку вчасно розраховується за оренду земельних часток (паїв) з пайовиками.

### Соціальний розвиток
За роки співпраці з інвестором, його коштами виготовлено та встановлено огорожу біля пам'ятника загиблим воїнам і на сільському кладовищі, відремонтовано всередині приміщення сільського клубу, відремонтовано приміщення дитячого садка. До свята Перемоги та Міжнародного дня інваліда виділяються продуктові набори відповідним категоріям населення, новорічні подарунки дітям сиротам та дітям-інвалідам. З ініціативи сільського голови Клюси Г. В. з 2008 року за рахунок товариства утримується доглядач на сільському кладовищі Дегодій Анатолій Миколайович. Дякуючи його людяності та старанності кладовище впорядковано.
На території сільської ради діє 2 магазини споживчих товариств та у 2007 році приватиним підприємцем Паламар Наталією Василівною відкрито продуктовий магазин «Бережок». З відкриттям торгової точки власником магазину організовано приведення в належний стан пляжу та прилеглої території, побудовано громадську вбиральню.
У 2007 році з ініціативи сільського голови Клюси Г. В. та за кошти інвестора було відремонтовано та відкрито дитячий садок, який не працював протягом 9 років. Перший рік він утримувався за кошти інвестора, а з 2008 року переведено на утримання з сільського бюджету. Сьогодні в дитсадку 20 вихованців отримують навички життя та виховання в колективі. Успішно справляється з посадою завідувачки Федорова Валентина Вікторівна.
У 2005 році завдяки зусиллям голови райдержадміністрації Олійника Анатолія Дмитровича до села було підведено газопровід, а вже у 2006 році восени блакитний вогник запалав в 104 оселях. Громадяни села, під керівництвом голів вуличних кооперативів Яцка Віктора Андрійовича та Якубової Ніни Костянтинівни, зуміли скооперувати власні кошти в сумі 298697 гривень і за короткий час прокласти 7515 метрів газопроводу по селу.
З ініціативи сільських активістів Яцка Віктора Андрійовича та Ладиженського Олександра Семеновича у 2010 році відновлено 2,4 км водогону по вулиці Леніна.
У 2011 році розпочато роботу по реконструкції вуличного освітлення села, встановлено 11 ліхтарів по вулиці Миру.
Завдяки працівникам бюджетних установ сільської ради в останні роки значно поліпшився санітарний стан населеного пункту. Два роки підряд сільська рада займає призові місця серед сіл району по благоустрою населених пунктів.

### Адміністративний устрій
До складу Колоденської сільської ради входило два села — Колоденка та Цапівка. В 1988 році село Цапівка перейшло до складу Вапнярської селищної ради.
Сільськими головами були: Пемський, Ципльонок, Скороход, Білоус, Ярий, Ляшенко А. Н., Чайкун Федір, Бобик Валентина, Рабеха Зінаїда Пилипівна, Сніцар Григорій Павлович, Пензар Іван Микитович, Сільніцький Борис Олексійович, Костінова Віра Трохимівна, Тананихін Олександр Іванович, Кошельнік Ганна, Кушнір Іван Ілліч, Олійник Василь Дмитрович. З 1989 року головою Колоденської сільської ради був обраний Миронишен Микола Леонідович, який пропрацював на цій посаді по березень 2006 року.
32 роки головним бухгалтером сільської ради працює Плахотна Ксеня Миколаївна.
Активною є робота депутатського корпусу сільської ради 5-го та 6-го скликань під керівництвом сільського голови Клюси Галини Василівни. Особливо можна відзначити таких депутатів як, Якубова Ніна Костянтинівна, Степанков Віктор Микитович, Ярославська Наталя Миколаївна, Шкільнюк Микола Михайлович, Стрілець Людмила Борисівна, Бистрицька Марія Миколаївна, а також Яцко Олена Василівна, яка восьмий раз обрана секретарем сільської ради.
Активну громадську роботу проводять члени виконкому такі як Хмарська Неля Пилипівна, Накорнєєва Віра Володимирівна, Бойко Галина Миколаївна, Скороход Марія Пилипівна.

### Люди
У 2010 році присвоєно звання «Матері героїні» двом матерям, Накорнєєвій Надії Никифорівні що народили та виховали б дітей та Фуштей Поліні Павлівні, що народила та виховала 5 дітей.

### Культура
Ось уже протягом 22 років працює завклубом Фуштей Поліна Павлівна. Поліна Павлівна має особливі здібності до малювання, виготовлення виробів з природних матеріалів, успішно освоїла техніку оригамі (виготовлення виробів з паперу).
За кошти місцевого бюджету у 2012 році закуплено компютерну техніку та підключено інтернет в сільській бібліотеці для безкоштовного доступу жителів села.

### Охорона здоров'я
На території сільської ради працює фельдшерсько-акушерський пункт. Завідувачкою ФАПу уже 16 років працює Майстер Любов Іванівна. У 2011 році приміщення ФАПу обладнано холодним та гарячим водопостачанням та водовідведенням.

### Релігія
В селі діє Свято-Покровська православна церква Вінницько-Барської єпархії ПЦУ.

### Пам'ятки
В центрі села є пам'ятник загиблим воїнам в роки ВВв та виявлено та впорядковано на сільському кладовищі могили жертвам голодомору 1945–1947 років та могили священика - засновника сільського храму Безбідовича. Каліста 1898 року поховання.
З історичних будівель залишились будівля 1904 року побудови, у якому знаходилась панська управа, потім школа, а до цього часу в ній знаходиться сільська рада та бухгалтерія СТОВ «Кряж і К». Збереглись також конюшні 1904–1905 років побудови, які в даний час використовуються товариством під зерновими складами.

## Населення

### Мова
Розподіл населення за рідною мовою за даними перепису 2001 року:
| Мова            | Кількість | Відсоток |
| --------------- | --------- | -------- |
| українська      | 602       | 94.36%   |
| російська       | 17        | 2.66%    |
| румунська       | 10        | 1.57%    |
| ромська         | 5         | 0.78%    |
| білоруська      | 2         | 0.31%    |
| болгарська      | 1         | 0.16%    |
| інші/не вказали | 1         | 0.16%    |
| Усього          | 638       | 100%     |